# The Aislers Set
Aislers Set ist eine US-amerikanische Indie-Rockband aus der San Francisco Bay-Area-Szene.

## Bandgeschichte
Amy Linton gründete Aislers Set zunächst als Soloprojekt nach dem Ende ihrer vorigen Band Henry’s Dress. Das erste Album Terrible Things Happen, erschienen über Slumberland, ist eher als Soloalbum zu werten, als das Debütalbum einer Band. Das meiste Material stammte von Linton alleine und wurde auch nur von ihr aufgenommen. Einige Lieder wurden mit Yoshi Nakamoto (Schlagzeug) und Wyatt Cusick (Gitarre, Track Star) eingespielt. Für das zweite Album The Last Match fand sie jedoch in Form von Bassistin Alicia Vanden Heuvel (ebenfalls Track Star) und Keyboarder Jen Cohen (Skypark) sowie den beiden vorgenannten ein erstes Line-up. Im Februar 2013 erschien das dritte und bisher letzte Album How I Learned to Write Backwards. Die Band tourte im Winter 2003 mit Yo La Tengo und The Shins.
Anschließend wurde die Band vorübergehend auf Eis gelegt. Gelegentlich kam es zu einigen Shows, aber die einzelnen Bandmitglieder widmeten sich anderen Bands. Für 2015 wurden Wiederveröffentlichungen der alten Alben, eine Kompilation sowie einige Shows angekündigt.

## Stil
Wie die verwandten Saturday Looks Good to Me verarbeiteten sie Einflüsse aus Noise, dem Mod-Sound von The Who oder The Action, Motown, Folk-Rock, The Beach Boys und Phil Spector in ihrem Songs.

## Diskografie

### Alben
- 1998: Terrible Things Happen (Slumberland)
- 2000: The Last Match (Slumberland)
- 2003: How I Learned to Write Backwards (Slumberland / Suicide Squeeze)

### Singles
- 1999: The Wedding (Split-EP mit Poundsign, Fantastic Records)
- 1999: Been Hiding/Fire Engines (7″, Slumberland)
- 1999: Split Tour Single mit #poundsign# (I Wish I Was A Slumberland Record)
- 2000: Happy Holiday from the Aislers Set and Slumberland (7″, Slumberland)
- 2000: Hey Lover/Dreaming of Lily (Split-EP mit The How, Slumberland/555 Recordings)
- 2000: Split-EP mit The Fairways (Yakamashi Records)
- 2000: The Snow Don’t Fall (single sided 7″, I Wish I Was a Slumberland Record)
- 2001: The Red Door (7″, Slumberland Records)
- 2001: Clouds Will Clear/Attraction Action Reaction (7″, Suicide Squeeze)
- 2002: Mission Bells (12″, Suicide Squeeze)